# Concours des OCTAS
 (mars 2022).
 (mars 2022).
La mise en forme du texte ne suit pas les recommandations de Wikipédia : il faut le « wikifier ».
Les points d'amélioration suivants sont les cas les plus fréquents. Le détail des points à revoir est peut-être précisé sur la page de discussion.
- Les titres sont pré-formatés par le logiciel. Ils ne sont ni en capitales, ni en gras.
- Le texte ne doit pas être écrit en capitales (les noms de famille non plus), ni en gras, ni en italique, ni en « petit »…
- Le gras n'est utilisé que pour surligner le titre de l'article dans l'introduction, une seule fois.
- L'italique est rarement utilisé : mots en langue étrangère, titres d'œuvres, noms de bateaux, etc.
- Les citations ne sont pas en italique mais en corps de texte normal. Elles sont entourées par des guillemets français : « et ».
- Les listes à puces sont à éviter, des paragraphes rédigés étant largement préférés. Les tableaux sont à réserver à la présentation de données structurées (résultats, etc.).
- Les appels de note de bas de page (petits chiffres en exposant, introduits par l'outil «  Source ») sont à placer entre la fin de phrase et le point final[comme ça].
- Les liens internes (vers d'autres articles de Wikipédia) sont à choisir avec parcimonie. Créez des liens vers des articles approfondissant le sujet. Les termes génériques sans rapport avec le sujet sont à éviter, ainsi que les répétitions de liens vers un même terme.
- Les liens externes sont à placer uniquement dans une section « Liens externes », à la fin de l'article. Ces liens sont à choisir avec parcimonie suivant les règles définies. Si un lien sert de source à l'article, son insertion dans le texte est à faire par les notes de bas de page.
- La présentation des références doit suivre les conventions bibliographiques. Il est recommandé d'utiliser les modèles {{Ouvrage}}, {{Chapitre}}, {{Article}}, {{Lien web}} et/ou {{Bibliographie}}. Le mode d'édition visuel peut mettre en forme automatiquement les références.
- Insérer une infobox (cadre d'informations à droite) n'est pas obligatoire pour parachever la mise en page.

Pour une aide détaillée, merci de consulter Aide:Wikification.
Si vous pensez que ces points ont été résolus, vous pouvez retirer ce bandeau et améliorer la mise en forme d'un autre article.
 (mars 2022).
Si vous disposez d'ouvrages ou d'articles de référence ou si vous connaissez des sites web de qualité traitant du thème abordé ici, merci de compléter l'article en donnant les références utiles à sa vérifiabilité et en les liant à la section « Notes et références ».
Le Concours des Octas est un concours organisé chaque année depuis 1987 par la FiQ (maintenant par le Réseau ACTION TI) pour reconnaître l'excellence dans le domaine des technologies de l'information (TI) au Québec.

## Principe
Chaque année, ce concours rend hommage à des individus, à des entreprises ou à des organismes pour leur créativité, leur dynamisme et leur contribution exceptionnelle à l'essor de l'industrie. Depuis 1987, cet événement est le véritable porte-étendard de l'excellence dans le secteur des technologies de l'information au Québec.
Au fil des ans, le concours des OCTAS a permis à de nombreux lauréats d'obtenir, par cette marque distinctive, un rayonnement et une reconnaissance sans pareils.
Lors de son Gala annuel, le Réseau ACTION TI remet ses trophées OCTAS aux lauréats des différentes catégories, choisis par les membres de jurys constitués de spécialistes du domaine des TI. De plus, le prestigieux trophée de l'Excellence, la plus haute distinction décernée par notre organisme, est octroyé à un récipiendaire choisi parmi les lauréats de l'ensemble des catégories.
De plus, à la suite d'une entente conclue avec le Concours canadien de l'informatique et de la productivité pour l'avenir (Canadian Information Productivity Awards - CIPA), tous les projets des lauréats des OCTAS sont transmis au jury du CIPA, chargé de déterminer les finalistes (Awards of Excellence) de cette soirée. Le Réseau ACTION TI se charge lui-même d'acheminer les dossiers des lauréats au secrétariat du CIPA et s'assure de leur admissibilité à ce prestigieux concours pan-canadien.

## Catégories du concours des OCTAS et lauréats

### Catégorie «OCTAS de l’excellence»
- 2013  - SAGA (en collaboration avec LIBÉO) pour le projet :  6millionsdemorts.com   -  La campagne 6millionsdemorts.com est un concept innovant alliant film, jeu et message. Elle souhaite susciter une réflexion quant à la légitimité des pratiques de l'industrie du tabac. Elle s'adresse directement aux jeunes de 12 à 17 ans d'une façon encore jamais vue auparavant, à l'aide d'une plateforme Web interactive dans laquelle l'utilisateur est amené à interagir avec l'histoire (film) qui lui est proposée.
- 2012  -  Revenu Québec, (en collaboration avec IBM Canada, le Groupe CGI, R3D Conseil, Systematix, STR Électronique, Cossette, l'École nationale d'administration publique, le Centre de recherche informatique de Montréal et l'Université du Québec à Trois-Rivières) pour le projet :  RESTO - Facturation obligatoire dans le secteur de la restauration.
- 2011 - DH International 	(en collaboration avec AXON Intégration & Développement) pour le projet : 	MoneyCell - Un mode de paiement mobile innovateur . MoneyCell est le premier portefeuille virtuel déployé au Canada qui permet ce type de paiement.
- 2009 -  Groupe Promutuel Plan d'évolution Promutuel - Volet développement du nouveau système d'assurance de dommages. Le Plan d’évolution Promutuel (PEP) s’avère une transformation en profondeur des processus d’affaires de Promutuel. Ce plan s’appuie sur le développement à l’interne d’une nouvelle application informatique en mode Web ;
- 2009 -  La Coop fédérée  Salon Coopérama. L’équipe informatique de la Coop fédérée a développé un outil permettant un dialogue continu entre les acheteurs, les exposants et les organisateurs du Salon Coopérama fiq;
- 2008 - Revenu Québec : Indices de Richesse. Les indices de richesse instaurés au ministère du Revenu du Québec facilitent la lutte contre le travail au noir et l’économie souterraine en décelant des sommes exigibles non déclarées ;

### Catégorie «Personnalité de l’année»
- 2010 - Robert Walsh, président fondateur, Forensic Technology  - En 20 ans, Forensic Technology s'est imposée sur le marché mondial à titre de leader dans les solutions d'identification balistique automatisée.
- 2009 - Monsieur Charles Mony, président-directeur général, Créaform. L'entreprise offre à ses clients de numériser leurs produits en 3D afin de réaliser les inspections de qualité et la validation de design ;
- 2008 -  Monsieur Gilles Brassard, professeur titulaire en Informatique et recherche opérationnelle de l’Université de Montréal est un pionnier de le traitement quantique de l’information ;

### Catégorie «Affaires électroniques interentreprises — B2B»
Reconnaît une organisation, privée ou publique, qui se démarque de façon significative par l'intégration des technologies Internet pour simplifier ses processus d’affaires avec d’autres organisations, afin d'accroître sa productivité.
Les gagnants des dernières années ont été :
- 2010 - Leclerc Assurances, Nmedia Solutions, VR-Tarif. En lançant VR-Tarif, Assurances Leclerc souhaitait améliorer la qualité de son service à la clientèle et faciliter le travail relié à la production d'une soumission d'assurances pour les propriétaires de véhicules récréatifs.
- 2009 -  La Coop fédérée, Salon Coopérama. L’équipe informatique de la Coop fédérée a développé un outil permettant un dialogue continu entre les acheteurs, les exposants et les organisateurs du Salon Coopérama ;
- 2008 -  Chambre immobilière du Grand Montréal pour le Système MLS CentrisTM  qui réunit en une seule base de données sectorielle l’information recueillie auprès des 14 000 agents membres des chambres immobilières québécoises qui travaillent dans plus de 1 000 entreprises ;

### Catégorie «Affaires électroniques grand public — B2C»
Reconnaît une organisation, privée ou publique, qui se démarque de façon significative par l'intégration des technologies Internet pour simplifier ses processus d’affaires avec les citoyens, les consommateurs ou ses clients, afin d'accroître sa productivité. 
Les gagnants des dernières années ont été :
- 2013  - Société des alcools du Québec pour le projet [1]:  Refonte de SAQ.com  - La refonte du site Web a récemment tout changé le service à la clientèle. Désormais, on y trouve une expérience virtuelle où l'art de vivre occupe une place de choix. Comme en magasin, le client y reçoit des conseils sur le choix d'un vin, d'un mets ou d'un cocktail et se fait proposer d'autres produits similaires.
- 2012  - Belron Canada, (en collaboration avec Pyxis Technologies) pour le projet :  Système de gestion des réclamations Webclaim . Le projet WebClaim de Belron Canada est une solution informatique assurant l'optimisation de la gestion des réclamations d'assurances relative aux bris de vitres automobiles.
- 2011 - Technologies SYS-TECH	(en collaboration avec Imax des Galeries de la Capitale) pour le projet : Système de billetterie cinéma TouchBox[2]. SYS-TECH a conçu TouchBox, un système moderne de billetterie répondant aux besoins d’aujourd’hui des opérateurs de cinémas.  TouchBox est composé d'un point de vente avec interface tactile, d'une interface Web d'administration du système, d'un site Web (et mobile) pour la vente de billets ainsi que d'une borne de validation des billets.
- 2010 - Future Electronics et Orckestra, Plateforme mondiale de commerce électronique. Future Electronics, en partenariat avec Orckestra, a fait la modernisation complète de sa plateforme de commerce électronique et a implanté  un outil qui permettrait à ses clients d’effectuer des achats directement sur son site Web et a offert  aux manufacturiers un extranet.
- 2009 - Aide En Ligne Groupe Conseil Télésanté/Télécoaching à domicile et au travail'. La mission d’Aide En Ligne Groupe Conseil est d’offrir au monde des affaires une solution de consultation à distance respectant les plus hauts standards technologiques et déontologiques connus à ce jour ;
- 2008 -  Le Directeur de l'état civil, Services Québec, Ministère de la Justice  pour  Le service en ligne DÉClic. Convivial, simple et sécuritaire, le service permet aux citoyens de produire en ligne une demande de certificat ou de copie d’acte (naissance, mariage, décès ou union civile) ;

### Catégorie «Apprentissage en ligne et gestion des connaissances»
Reconnaît une organisation qui a su utiliser de façon remarquable le potentiel des technologies de l’information (TI) pour structurer un environnement d’apprentissage ou de gestion, dans le but d’améliorer les connaissances, les compétences et la productivité des employés, ou d’améliorer la performance organisationnelle par une meilleure gestion des connaissances
Les gagnants des dernières années ont été :
- Catégorie « Apprentissage en ligne  et gestion des connaissances (2500 employés et moins) »
  - 2013  - Modappi pour le projet :  Module d'apprentissage interactif et cours clé en main  - À l’aide d’un module d’apprentissage interactif, d'un contenu théorique d’introduction et d'animations interactives et rétroactives, le cours clé en main « Mesures et incertitudes en laboratoire » de www.modappi.com permet aux étudiantes et aux étudiants de niveau collégial de maîtriser parfaitement les notions de base en sciences expérimentales.
  - 2012  - Corporation DECclic, (en collaboration avec Libéo) pour le projet : Intégration de l'environnement Moodle pour DECclic III. En 2010, DECclic a fait le choix de migrer vers Moodle, une solution libre reconnue internationalement. Le défi de Libéo, collaboratrice au projet, a été de  livrer une structure permettant de soutenir simultanément une quarantaine de sites Moodle.
  - 2011 - Consortium de recherche FORAC de l’Université Laval pour le projet : Le jeu du bois  -  Dans l’industrie du bois, différentes entreprises interviennent, tour à tour, dans l’évolution du produit, de sa cueillette en forêt jusqu’à sa troisième transformation, le tout dans une chaîne logistique complexe. C’est cette chaîne et les relations entre les entreprises du domaine qu’explore le Jeu du bois.
  - 2009 - Ordre professionnel des inhalothérapeutes du Québec (OPIQ) Ordre professionnel des inhalothérapeutes du Québec (OPIQ) Le CAMPUS OPIQ est un centre de cyber-apprentissage autogéré qui, jumelé à des moyens de communication et de collaboration, vise à faciliter l’actualisation du savoir professionnel ;

- Catégorie « Apprentissage en ligne  et gestion des connaissances (2500 employés et plus) »
  - 2013  - Département des sciences géomatiques de l’Université Laval (en collaboration avec Centre de transfert collégial en imagerie multimédia et médias interactifs, Cégep de Sainte-Foy)pour le projet :  Parallèle : un outil éducatif basé sur la réalité augmentée   - Parallèle est une solution ayant pour objectif principal d’accélérer l’apprentissage des étudiants et de motiver leur intérêt aux sciences et aux nouvelles technologies. Il met en évidence l’apport des technologies relatives au divertissement éducatif, fondé sur la réalité augmentée mobile.
  - 2012  - Société des alcools du Québec, (en collaboration avec Ellicom) pour le projet :  Espace formation SAQ : les TI comme accélérateur de la stratégie d’apprentissage. La SAQ a réinventé sa culture de formation en concevant une plateforme d’apprentissage stimulante et personnalisée comprenant un système de gestion des apprentissages et une succursale 3D réutilisable, intégrée à une formation virtuelle immersive.
  - 2011 - Air Canada (en collaboration avec Ellicom) pour le projet : Promouvoir la promesse de marque - L’approche repose sur un processus de conception flexible assurant une implantation optimale de l’apprentissage en ligne chez Air Canada. La stratégie de formation utilisée fait appel à un modèle pédagogique novateur, constitué de cinq composantes : l’apprentissage accéléré et l’apprentissage régulier, les guides d’apprentissage, l’usage d’un système de gestion de l’apprentissage, la création et l’accompagnement de l’équipe de conception de formation en ligne d’Air Canada au sein des bureaux d’Ellicom.
  - 2010 - Université de Sherbrooke/Service des stages et du placement et SMA/Technologie et solutions d'apprentissagepout pour Plan de développement individuel des stagiaires de l'Université de Sherbrooke. L'Université a développé une application Web nommée « Plan de développement individuel des stagiaires ». Projet novateur, cet outil favorise une grande réflexion chez le stagiaire quant à ce qu'il est et à ce qu'il veut devenir.
  - 2009 - Loto-Québec La formation en ligne à Loto-Québec, une solution novatrice chez tous nos détaillants Au Québec, tous les employés de détaillants vendant de la loterie doivent suivre une formation donnée par Loto-Québec. Chaque année, ce sont 35 000 employés qui doivent être formés, une tâche difficile vu le fort taux de roulement des employés de son réseau de détaillants, leur langue d’usage et leur situation géographique ;* 2008 -  Société des alcools du Québec pour le  Service Conseil, au bout des doigts  permet désormais aux employés à temps partiel de la SAQ, peu formés à la grande diversité des produits, d’accéder sans fil et en temps réel aux connaissances leur permettant de conseiller les clients, notamment sur les mariages de mets et vins ;

### Catégorie «Arts numériques»
Le gagnant des dernières années a été :
- 2008 -  Philomène Longpré   pour le  Membrane vidéo interactive_ Système Formica qui est une délicate membrane vidéo interactive sensible aux réactions des spectateurs ;

### Catégorie «.Capital humain»
Reconnaît une organisation qui a su utiliser de façon remarquable le potentiel des technologies de l'information (TI), dans le but d'améliorer les connaissances, de développer les compétences et la productivité des employés, des clients ou des partenaires, ou d'améliorer la performance organisationnelle par la mise en place d'un environnement d'apprentissage ou de collaboration efficace.
Le gagnant des dernières années a été :
- Catégorie «Capital humain (1000 employés et moins)»
  - 2014 - Ordre des ergothérapeutes du Québec pour le projet : Portfolio professionnel réflexif- Développé par Connexence, le Portail.OEQ vise à soutenir les ergothérapeutes dans leur autoévaluation professionnelle, le développement des compétences, ainsi que dans le suivi de leur participation à des activités de formation continue.

- Catégorie «Capital humain (plus de 1000 employés) »
  - 2014 - Mines Agnico Eagle en collaboration avec Ellicom pour le projet Apprentissage par les TI : virage technologique au cœur de l'Arctique - Agnico Eagle a fait appel aux TI pour concevoir un programme de formation en ligne rendant possible, chaque année, la formation de 650 nouveaux travailleurs, avant même leur arrivée à Meadowbank, sa division arctique.

### Catégorie «Culture et société»
Reconnaît tout produit ou service TI ayant un impact important sur la société dans ses dimensions culturelles, éducatives ou médiatiques en permettant d'améliorer la qualité de vie, le mieux-être ou l'intégration d'individus à la société
- 2014 - Allô prof en collaboration avec Société de Gestion du réseau informatique des commissions scolaires (GRICS) pour le projet :  Nouvelle plateforme Web personnalisable  - La plateforme Allô prof ouvre la voie au soutien scolaire en ligne personnalisé. Les élèves et leurs parents peuvent créer leur profil et configurer le site Allô prof en fonction de leurs besoins

### Catégorie «Environnement Web de collaboration»
Reconnaît une organisation, privée ou publique, qui se démarque de façon significative par l'intégration des technologies Web pour optimiser ses processus transactionnels avec ses clients, fournisseurs ou partenaires et ainsi accroître sa productivité.
Le gagnant des dernières années a été :
- 2014 - ECC Solutions pour le projet : ConstructBuy.com, réseau social d'entreprises pour le domaine de la construction - ConstructBuy.com est le 1er réseau social d’entreprises en construction. Au-delà des appels d’offres, il facilite la gestion de projets en éliminant les appels et courriels à traiter. Avec ses 5 000 entrepreneurs d’envergure satisfaits, ConstructBuy est déjà un incontournable.
- 2013  - CBC/Radio-Canada (en collaboration avec ONIX) pour le projet :  CBC/Radio-Canada prend le virage Google  - CBC/Radio-Canada a pris en début d’année le virage Google! La Société a adopté la solution de Google comme nouveau système de communication et de collaboration à la grandeur de l'entreprise, d'un océan à l'autre et à l’étranger, pour tous ses employés.
- 2012  - Mouvement Desjardins, pour le projet : Plateforme de créativité eXCentriQ [3] Grâce à cet espace de créativité, les employés et gestionnaires localisés sur plusieurs sites peuvent partager des idées qui pourront se transformer en innovation.
- 2011 - Lauréat : Ministère du Tourisme (en collaboration avec Bell Canada) projet : 	Site contributif Destination Québec -  Avec le développement du site contributif Destination Québec, le ministère du Tourisme souhait intégrer les touristes internautes au cœur de sa stratégie marketing. Favorisant une véritable démocratisation de l’information et de la promotion de la destination, le site contributif avec l’aide du Web 2.0 doit  permettre de bonifier le contenu de bonjourquebec.com, le site touristique officiel du gouvernement du Québec
- 2010 -TECHNOCompétences, Ellicom et Alia Conse pour FormationRH.ca - TECHNOCompétences a conçu formationRH.ca, une solution Web gratuite pour les dirigeants et gestionnaires de premier niveau des PME du secteur des TIC. Le projet  prépose  une solution originale, avec ses 17 capsules, et accessible offrant les connaissances nécessaires à la gestion des ressources humaines et ce, à tous les professionnels dont cette activité ne constitue pas le principal champ d’expertise.

### Catégorie «Services publics en ligne»
Le gagnant des dernières années a été :
- 2008 -  Le Directeur de l'état civil, Services Québec, Ministère de la Justice.  Le service en ligne DÉClic, convivial, simple et sécuritaire, le service permet aux citoyens de produire en ligne une demande de certificat ou de copie d’acte (naissance, mariage, décès ou union civile) ;

### Catégorie «Le français dans les technologiques d’information»
Les candidatures dans cette catégorie doivent être déposées à l'Office québécois de la langue française (OQLF) dans le cadre du concours des Mérites du français – Catégorie TI. .
Les gagnants des dernières années ont été :
- 2014 - Maestria management pour le projet : Système de données sportive - Le système de données sportives de Maestria management, ou SDS, permet de gérer l’ensemble des informations au sein des organismes sportifs. Grâce à une interface participative, les informations sont accessibles partout et tout le temps, sur n’importe quel ordinateur, tablette ou téléphone intelligent.
- 2013  - Bombardier Aéronautique pour le projet :  Mise en place du nouveau système d’exploitation de la production pour le programme d’avion CSeries  -  Optimiser la production manufacturière de ses avions CSeries : tel était l’objectif que visait Bombardier Aéronautique en mettant en place l’application logicielle FlexNet. Puisque l’entreprise a des usines aux quatre coins de la planète, il était essentiel que la version française de l’application s’intègre adéquatement à l’ensemble de ses systèmes déjà en fonction.
- 2012  -   Manufacture EXM, pour le projet :  Site Internet exmweb.com et le logiciel Boxcad.  EXM se spécialise dans la fabrication de boitiers électriques et électroniques. La compagnie a conçu un outil de configuration doublé d'un logiciel graphique qui, sur le Web, permet aux clients de personnaliser leurs produits.
- 2011 - Alogient pour le projet : 	Système de gestion de contenu Caméléon 5 - Fruit de plus de sept années de recherche et de développement, Caméléon 5 est compatible simultanément avec les technologies .Net et Java, et le seul système de gestion de contenu en code source libre entièrement en français. Il peut accepter le cadre d’application Wicket qui permet aux développeurs de créer des applications Web et des sites aux fonctionnalités avancées.
- 2010 – Département de pharmacie du Centre hospitalier universitaire de Sainte-Justine pour le projet :  ‘’Identité numérique des médicaments’’  Le concept d’identité numérique des médicaments développé par le Département de pharmacie du Centre hospitalier universitaire de Sainte Justine est une application Web. Elle inclut notamment un mini laboratoire photo, unprocessus de gestion des produits et la constitution d’une base de données. Entièrement développée en français, cette application permet la préparation et la vérification en ligne de chaque dose orale de médicament.
- 2009 - Best Buy du Canada Refonte du site Internet de Best Buy L’objectif visé par Best Buy dans la mise en œuvre de son site Web était non seulement de le situer parmi les meilleurs sites en langue française chez les détaillants du Québec mais aussi d’appuyer son positionnement dans le secteur des produits technologiques ;
- 2008 -  Centre intégré de mécanique industrielle de la Chaudière et Commission scolaire de la Beauce-Etchemin pour le Programme de dessin industriel en ligne  qui est le premier DEP de dessin industriel crédité à être entièrement donné en ligne au Québec ;

### Catégorie «Gestion de projet en TI»
Reconnaît un projet à succès ayant présenté une complexité de gestion significative.
Les gagnants des dernières années ont été :
- 2012  -  L’UNION CANADIENNE, (en collaboration avec Telus et Interactive Intelligence)  compagnie d’assurances, pour le projet : ‘’Implantation d'une technologie IP de téléphonie d’entreprise et de centres d'appel’’. L'Union Canadienne a récemment migré son environnement téléphonique vers une solution à la fine pointe de la technologie. L'entreprise peut maintenant offrir un service à la clientèle hors pair, tout en bénéficiant d'avantages financiers considérables.
- 2011 - Mouvement Desjardins pour projet : 	Migration technologique du secteur Assurance de dommages - Les objectifs poursuivis par ce projet visaient à éliminer les risques technologiques associés à l’environnement MVS/IDMS, à optimiser l’agilité technologique, à réduire les frais d’exploitation et à attirer les talents en TI. Le projet visait à réaliser la migration complète des systèmes de Desjardins Groupe d’assurances générales opérant sur plateforme MVS/DMS vers Windows/Oracle.
- 2010 - Banque Laurentienne du Canada, Évolution Cartes à puce - La BLC a réalisé le projet Évolution Cartes à puces pour se conformer aux exigences d’Europay International, de MasterCard International et de Visa International visant à contrer la fraude affectant les cartes de crédit et de débit.
- 2009 - Ministère de l'Éducation, du Loisir et du Sport Le projet Charlemagne : gestion rime avec collaboration Le projet Charlemagne : gestion rime avec collaboration ;
- 2008 -  Revenu Québec pour la Gestion du projet Refonte TPS à Revenu Québec qui était essentiel au maintien de la capacité de Revenu Québec à administrer la TPS  conformément à l’entente fédérale-provinciale de 1992 ;

### Catégorie «Infrastructure»
Reconnaît un projet majeur d’implantation ou de migration d’infrastructure technologique, dans le but d’assurer la pérennité des solutions technologiques de même que l’efficience organisationnelle.
Le gagnant des dernières années a été :
- Catégorie «Infrastructure (3000 employés et moins) » 
  - 2014 - Banque de développement du Canada en collaboration avec Cisco, IBM et Rogers pour le projet : Communications unifiées : déploiement inédit - infrastructure vidéotéléphoniqueLa Banque de développement du Canada a déployé une infrastructure vidéotéléphonique intégrée permettant une collaboration vidéo autant à l’interne qu’à l’externe. Les employés sont équipés d’un visiophone, d’outils de collaboration vidéo sur leurs ordinateurs et d’un accès à 21 salles de vidéoconférence.
  - 2013  - La Capitale groupe financier pour le projet :  Déménagement et consolidation de l'infrastructure technologique  . - Le défi a été de migrer l’infrastructure technologique de six lieux distincts vers ce nouveau centre, sans interruption ni perte de données durant les heures de service. Des économies importantes ont été réalisées.

- Catégorie «Infrastructure (3000 employés et plus) » 
  - 2013  - TELUS pour le projet :  Centre de données Internet intelligent de Rimouski  - Devant l’essor grandissant de l’infonuagique, le centre de données Internet intelligent de TELUS à Rimouski a été construit pour abriter les puissants serveurs qui prennent en charge les bases de données des clients de TELUS. Son efficacité énergétique et son système de refroidissement sont largement supérieurs à ce que l’on retrouve dans les installations traditionnelles.
  - 2012  - Société des alcools du Québec, (en collaboration avec Centre des services partagés du Québec (CSPQ) et Telus) pour le projet :  Mise à niveau du réseau étendu de télécommunication. Efficacité, stabilité, qualité et évolution; voici les quatre qualificatifs qui décrivent parfaitement le projet de réseau étendu de la SAQ. Cette initiative a permis d’améliorer de façon significative la robustesse et la performance de son réseau de télécommunication, afin de répondre aux besoins sans cesse grandissants de l’entreprise pour cette technologie.
  - 2011 - Mouvement Desjardins pour projet : 	Migration technologique du secteur Assurance de dommages - Les objectifs poursuivis par ce projet visaient à éliminer les risques technologiques associés à l’environnement MVS/IDMS, à optimiser l’agilité technologique, à réduire les frais d’exploitation et à attirer les talents en TI. Le projet visait à réaliser la migration complète des systèmes de Desjardins Groupe d’assurances générales opérant sur plateforme MVS/DMS vers Windows/Oracle.
  - 2010 - Agence métropolitaine de transport (AMT), ESI Technologies pour le projet :  Phénix : refonte intégrale de l’infrastructure de l’AMT  -  Pierre d’assise de la stratégie du redressement TI réalisé à l’AMT, le projet Phénix visait à rebâtir en totalité l’infrastructure TI de l’AMT afin de la doter d’un environnement évolutif et performant lui permettant de soutenir sa croissance future et la continuité de sa mission
  - 2009 - HumanIT pour le projet :  Intégration multiplateforme native sous Active Directory  -  En collaboration avec le Toronto District School Board (TDSB) et Apple. Pour intégration multiplateforme native Mac OS sous Active Directory pour TDSB (300 000 utilisateurs).

### Catégorie «Innovation»
Reconnaît une réalisation qui exploite de façon inédite le potentiel des TI afin d'apporter une solution appliquée à un problème particulier lié aux méthodes, aux processus ou à la technologie, contribuant ainsi à la modernisation et à la transformation de l'organisation.
Les gagnants des dernières années ont été :
- Catégorie « Innovation technologique  19 employés et moins »
  - 2009 - Dunin Technologie Ordonnancement dynamique et gestion de plancher en temps réel Constatant que les entreprises manufacturières ont de la difficulté à planifier la production sur mesure, les chercheurs de Dunin Technologie ont élaboré le tout premier système d’aide à la gestion de plancher en temps réel ;
  - 2008 -  AudiSoft Technologies pour le système Frontline Gateway: vidéo communication opérationnelle à multiple usagers  est un appareil qui fait appel à l’audio, à la vidéo et au transfert de données en temps réel pour lier à distance son opérateur avec jusqu’à près de vingt autres personnes, peu importe la distance qui les sépare ;
- Catégorie « Innovation technologique  250 employés et moins»
  - 2014 - GSoft pour le projet : Officevibe - Officevibe est la plateforme interactive tout-en-un facilitant l'engagement des employés. Développée pour transmettre une énergie positive à l'intérieur d’une entreprise et augmenter l'esprit d'équipe, Officevibe change à tout jamais la culture interne des organisations.
  - 2013  - Arcane Technologies pour le projet : Vortex : la fenêtre virtuelle. - Grâce au recours aux technologies virtuelles 3D et interactives, elle permet à ses clients fabricants d’armoires de cuisine et de salle de bains de faire vivre une expérience d’achat révolutionnaire à leur clientèle.
  - 2012  -  RunAtServer, pour le projet : SmartUse[4] révolutionne les métiers de la construction en permettant la consultation et l’annotation de plans sur des écrans tactiles tels que les tablettes et la table SmartUse S55.
  - 2011 - DH International (en collaboration avec AXON Intégration & Développement) pour projet : MoneyCell - Un mode de paiement mobile innovateur -  MoneyCell est le premier portefeuille virtuel déployé au Canada qui permet ce type de paiement. Il remplace le portefeuille physique non seulement en donnant accès à l'argent d'un compte, mais aussi en réunissant des cartes de fidélité, des coupons-rabais ainsi que des cartes prépayées pour téléphones mobiles et interurbains.
  - 2009 -Iscopia software Développement de la plateforme AQS Iscopia a développé une plateforme, unique en son genre, qui permet de développer et de gérer tous les processus de qualification des employés, de distribuer et corriger des tests psychométriques en ligne, d’en intégrer les résultats et de les présenter sous forme de tableaux de bord et ce, à une fraction du coût des systèmes existants ; ** 2008 -  Organix IT pour le  Smart Video Monitoring System (SVMS) .Grâce à l’analyse qu’il fait du comportement des consommateurs, le système de surveillance vidéo intelligente SVMS améliore la sécurité des commerces de détail tout en se faisant instrument de marketing ;

- Catégorie « Innovation technologique  250 employés et plus »
  - 2014 - La Presse pour le projet : La Presse+, édition numérique pour iPad - L’édition numérique gratuite pour tablettes La Presse+ est l’expérience d’information la plus complète offerte par La Presse. Elle propose un environnement interactif et convivial qui réunit le meilleur des médias imprimés, du Web, des applications mobiles et de la vidéo
  - 2013  - HEC Montréal pour le projet :  Tech3Lab  - Le Tech3Lab est un laboratoire de recherche appliquée en sciences de la gestion se spécialisant dans l’analyse des interactions entre les interfaces technologiques des organisations et leurs employés ou consommateurs. Il dispose d’une gamme d’instruments de mesures comportementales et neurophysiologiques de pointe permettant d’observer et d’analyser les interactions avec la technologie.
  - 2012  -  Revenu Québec, (en collaboration avec IBM Canada, le Groupe CGI, R3D Conseil, Systematix, STR Électronique, Cossette, l'École nationale d'administration publique, le Centre de recherche informatique de Montréal et l'Université du Québec à Trois-Rivières)pour le projet :  RESTO - Facturation obligatoire dans le secteur de la restauration. Avec le projet Resto et l’implantation d’un module d’enregistrement des ventes dans chaque restaurant', Revenu Québec présente une approche unique en matière de contrôle fiscal. D’ici 2018-2019, Revenu-Québec prévoit récupérer 2,4 milliards de dollars sous forme de taxes et d’impôts jusqu’alors impayés par les restaurateurs.
  - 2011 - Vidéotron pour le projet : 	illico Web - Face à la prolifération de canaux de diffusion et aux changements dans les habitudes de consommation de contenus des Québécois, Vidéotron a introduit un service de télévision sur le Web, un prolongement de l’offre illico par câble. Ce projet innove puisqu’il est le portail d'un télécommunicateur proposant le plus grand choix de contenu sur demande, tant en français qu’en anglais, ainsi que le plus de chaînes en direct.
  - 2010 - Sûreté du Québec - Le Directeur des poursuites criminelles et pénales pour le projet : Service de divulgation de la preuve par Internet (SDI) -La Sûreté du Québec et ses partenaires ont mis en place le Service de divulgation de la preuve par Internet. Celui-ci rend disponibles les éléments de preuve sur le site Internet du Directeur des poursuites criminelles et pénales offrant une divulgation de la preuve efficace, rapide, et flexible ainsi qu’un meilleur contrôle du processus et une réduction importante des coûts.
  - 2009 - Gaz Métro Projet Mobilité pour les techniciens Le projet Mobilité pour les techniciens visait à gérer la transmission de données entre le terrain et le bureau et à accroître l’efficacité des opérations de Gaz Metro pour les techniciens qui travaillent sur le terrain ;
  - 2008 -  Revenu Québec pour les Indices de Richesse  instaurés au ministère du Revenu du Québec facilitent la lutte contre le travail au noir et l’économie souterraine en décelant des sommes exigibles non déclarées ;

### Catégorie «.Intelligence d'affaires et traitement de données massives»
Reconnaît une réalisation qui exploite particulièrement bien les technologies d'informatique décisionnelle (de type « intelligence d'affaires », Business Intelligence ou BI), notamment dans un contexte d'utilisation de mégadonnées (big data) dans le but d'améliorer la performance organisationnelle de l'organisation.
Les gagnants des dernières années ont été :
- 2014 - Commission de la santé et de la sécurité du travail pour le projet : Solution d'intelligence d'affaires à la Direction de la révision administrative - Une étroite collaboration Affaires/TI a permis de livrer une solution d’intelligence d’affaires pour optimiser les interventions de la Direction de la révision administrative à la CSST. L’objectif du projet visait à fournir des informations de gestion pour réaliser un suivi optimal du traitement des dossiers et assurer un retour prompt et durable des travailleurs accidentés au travail.

### Catégorie «Intelligence d'affaires (Business intelligence)»
Reconnaît une réalisation qui exploite particulièrement bien les technologies de type « intelligence d’affaires » (business intelligence ou BI), dans le but d’améliorer la performance organisationnelle de l’organisation.
Le gagnant des dernières années a été :
- 2013  - Société des alcools du Québec pour le projet :  Tableau de bord intégré des indicateurs de performance stratégiques   - Grâce au nouveau tableau de bord intégré, la gestion est alignée sur le plan stratégique de l’entreprise et l’interprétation des résultats est la même pour tous. Les informations sont personnalisées et présentées dans une interface conviviale, avec icônes, code de couleurs et graphiques permettant de cerner une situation d'un coup d'œil.
- 2012  -  Ministère de l'Éducation, du Loisir et du Sport du Québec, pour le projet : Préservation du patrimoine informationnel. Le projet de Préservation du patrimoine informationneI du Ministère de l’Éducation, du Loisir et du Sport du Québec repose sur le modèle d’une sphère d’informations réunissant 40 ans de données sur les cohortes d’étudiants au Québec.
- 2010 - Intelli3, Centre de recherche en géomatique (CRG) de l’Université Laval, Université Laval et SOVAR pour le projet : Map4Decision -  L’outil Map4Decision, un « géodécisionnel » exploite des cubes de données spatialisés pour combiner la cartographie à des tableaux et graphiques statistiques, offrant ainsi des cartes synthèses ou détaillées, statiques ou dynamiques et synchronisées à la demande.

### Catégorie «Jeux et animation»
Reconnaît l’utilisation remarquable des TI dans la création, le développement de contenus multimédias ou la production d’outils exploitant de façon interactive les différents modes du divertissement (texte, son, images fixes ou animation 2D/3D). Cette catégorie vise essentiellement les réalisations du domaine du jeu vidéo et de l’animation, utilisant différentes plateformes telles que le CD-ROM, le DVD-ROM, les consoles de salon ou portables, les téléphones mobiles ou autres supports en ligne ou en mode autonome.
Les gagnants des dernières années ont été :
- 2013  - BioWare Montréal (En collaboration avec BioWare Edmonton) pour le projet :  Mass Effect 3 -  L'équipe du jeu Mass Effect 3 a créé une expérience coopérative à 4 joueurs se déroulant en parallèle de l'histoire solo du jeu. Elle permet aux joueurs de découvrir une dimension jamais explorée à ce jour où les actions entreprises ont également un impact sur l'issue même de l'histoire principale du jeu.
- 2011 - 	Beenox (en collaboration avec l’éditeur Activision et Marvel Entertainment) pour le projet : Spider-Man : Shattered Dimensions - Le jeu Spider-Man: Shattered Dimensions a été lancé, en septembre 2010.  Entièrement développé à Québec par l’équipe de Beenox, le jeu est le plus gros projet jamais développé par celle-ci. Le jeu permet aux joueurs de voyager à travers quatre univers distincts de Spider-Man : Spider-Man Noir, Amazing Spider-Man, Ultimate Spider-Man et Spider-Man 2099.
- 2010 -  ODD1 – pour le projet : ‘’CatchMe! If You Can’’ - CatchMe! If You Can pour iPhone et iPod Touch est inspiré de Pac-Man. Le joueur est un voleur astucieux parcourant différents labyrinthes afin de ramasser les trésors, tout en évitant de se faire attraper par les garde.
- 2009 - Frima Studio Build-A-Bearville[5] Souhaitant fidéliser sa jeune clientèle et s’ouvrir sur de nouveaux marchés, Build-A-Bear Workshop a développé un jeu multijoueur accessible gratuitement (Frima était déjà finaliste en 2007 avec GalaXseed[6]) ;
- 2008 -  Kutoka Interactive - Mia Lecture: Alerte aux Bestigroux!   est un didacticiel ludique où l’espiègle petite souris Mia et sa famille doivent, sans attirer l’attention des humains, faire face à l’intrusion de bestioles dénuées de savoir-vivre ;

### Catégorie «Prix Jeunesse en TI»
Reconnaît une réalisation en technologies de l'information qui est le résultat d'un projet d'étudiant(s) du niveau secondaire, présenté dans le cadre des finales régionales du Concours Exposciences HydroQuébec, organisées par le Réseau CDLS-CLS, partenaire du Réseau ACTION TI.
Les gagnants des dernières années ont été :
- 2014 - Thomas Dupré et Philippe Massicotte - Séminaire Saint-Joseph pour le projet : Tiens-toi droit!!!  - Le projet TIENS TOI DROIT!!! consiste en la conception d'un dispositif électronique innovateur de détection d'une bonne ou mauvaise posture. Les différents prototypes ont valu aux concepteurs la médaille d'or sénior aux Expo Sciences régionale et provinciale, et une sélection à l'international à Bruxelles.
- 2013  - :Pierre Clapperton Richard et Francis-Olivier Couture, Séminaire de Chicoutimi (Saguenay-Lac-Saint-Jean) pour le projet :  EffiClasse : l'école du futur  - Le fait que les élèves aient accès au contenu entier de leur iPad en plein cours représentait une grande source de distraction et donner des examens est impossible. L’application sépare en deux parties celle des enseignants et celle des élèves. En classe, le professeur « lance un groupe » à partir de son iPad et devient hébergeur. De leur côté, les élèves rejoignent ce groupe (par Wi-Fi).
- 2012 - Pierre Clapperton Richard et Francis-Olivier Couture, Séminaire de Chicoutimi (Saguenay-Lac-Saint-Jean) pour le projet: ParaVir: Vous ne passerez pas! - Pour contrer les pirates informatiques, ils ont créé un logiciel de sécurité informatique simple et polyvalent qui combine un anti-virus, un programme de cryptage de données, un Block-Wifi (qui gère la sécurité du réseau sans-fil) et un générateur de mot de passe.

### Catégorie «Relève étudiante — Niveaux collégial et universitaire»
Reconnaît une réalisation étudiante remarquable ayant contribué de façon significative à la formation d’un ou de plusieurs étudiants inscrits à temps plein au niveau collégial ou universitaire. Cet OCTAS de la relève étudiante est accompagné d’une bourse en argent, partagée entre les étudiants de l’équipe lauréate, à chacun des niveaux si deux OCTAS sont décernés.
Les gagnants des dernières années ont été :
- Catégorie « Relève étudiante  - Niveau collégial »
  - 2013  - Étienne Landry, Cégep de Sainte-Foy  (en collaboration avec COOPSCO Sainte-Foy)pour le projet :  SIGECO : Système de gestion des horaires et de la communication  - Le système SIGECO a pour but de remplacer le traitement manuel des horaires du personnel étudiant de la librairie COOPSCO Sainte-Foy par un système Web de gestion des horaires.
  - 2012  -   Mathieu Bolduc, Charlphillip Boutet, Patrick Daigle, Mireille Dubé (Cégep de Sainte-Foy), (en collaboration avec L'École Nationale en Divertissement Interactif et le Campus Notre-Dame-de-Foy) pour le projet :   Escape from Void Null. La réalisation de ce jeu vidéo de course stratégique 3D constituait un nouveau défi de programmation pour ces étudiants Fonctionnant sur PC, le jeu permet entre autres au joueur de partager son expérience de jeu sur les réseaux sociaux en publiant ses réalisations sur Facebook.
  - 2010 -  L'équipe S-Cape : Marc-André Brière, Simon Girard, Pier-Luc Tremblay, Pierre-Tuan Vallée, Cégep de Sainte-Foy, École nationale en divertissement interactif (ENDI) pour le projet : ‘’The Awesome Bot’’ -  The Awesome Bot, un jeu vidéo de robots en trois dimensions pour ordinateurs personnels qui intègre un moteur de jeu, un moteur de physique, un système d'intelligence artificielle ainsi qu'un système client-serveur permettant de sauvegarder les informations et pointages dans une base de données.
  - 2009 - Cégep de Saint-Jérôme - Relève étudiante : Yannick Charron ConsulWeb Le système ConsulWeb est une application Web développée pour les 10 enseignants et techniciennes ainsi que pour les 300 étudiants du programme de Techniques d’éducation à l’enfance du Cégep de Saint-Jérôme ;
  - 2008 -  Sébastien Bourgoing, Francis Perron, Simon Pouliot, Philippe Troie (étudiants au Cégep de Ste-Foy) pour  le jeu vidéo 3D Racing Nunavut ;

- Catégorie « Relève étudiante  - Niveau universitaire »
  - 2014 Kevin Bélanger, Jacob Deschamps et Julien Huot de l'équipe Véhicule Aérien Miniature (VAMUdeS) - Université de Sherbrooke -  pour le projet : Système de prise et d'analyse d'image aérienne VAMUdeS développe des avions autonomes munis d'un système embarqué prenant des photos en haute résolution. Envoyées en temps réel à une station au sol, ces photos permettent de géo-localiser et d’identifier des cibles de manière autonome et manuelle.
  - 2013  - Jean-Ambroise Vesac, Université Laval (en collaboration avec École de design, Université Laval) pour le projet :  Migration numérique  - Migration numérique, c’est la rencontre entre l’humain et la technologie. C’est d’abord une application informatique permettant au participant de se transposer, artistiquement, à l’écran dans une numérisation 3D de lui-même ou d’emprunter le visage d’un autre.
  - 2012 - Mathieu Beaudoin, Vincent Nault (Université de Sherbrooke), (en collaboration avec Centre hospitalier universitaire de Sherbrooke et la Socieìteì de commercialisation et valorisation de l'Universiteì de Sherbrooke)  pour le projet : Système de surveillance informatisée de la prescription d'antibiotiques.  Ils ont développé et implanté le premier système de surveillance de la prescription d’antibiotiques au Canada. Ce système a permis au centre hospitalier universitaire de Sherbrooke d‘économiser, en 20 mois, plus de 580 000 $ en achat d'antibiotiques.
  - 2011 - Arnaud Boré, Gabriel Girard, Olivier Vaillancourt (Université de Sherbrooke) pour le projet : NeuroPlanning Navigator : logiciel pour la planification neurochirurgicale - Lors d'une intervention chirurgicale au cerveau, les neurochirurgiens rencontrent des situations délicates et risquées lorsqu’ils tentent de neutraliser une tumeur tout en préservant au maximum les cellules viables environnantes. Le NeuroPlanning Navigator fournit des outils logiciels adaptés à la planification neurochirurgicale en présentant des informations supplémentaires sur la structure du cerveau. Des techniques d'imagerie par résonance magnétique récentes permettent l'obtention d'images remarquables du réseau de communication intracérébrale (les fibres de la matière blanche).
  - 2010 -  Denis Bellavance, Eric Boutin, François Charron, Guillaume Chevassus-More, Sébastien Creoff, Louis-Olivier Diamond, Benoit Papineau, Université de Sherbrooke, Faculté de génie pour le projet : ‘’Glovus 3’’ - Le projet Glovus 3 consiste en la conception d'un gant permettant non seulement le contrôle d’un ordinateur à distance mais aussi son utilisation comme instrument de musique. L'objectif était d’élaborer un nouveau type d’interaction entre l’utilisateur et son ordinateur et de créer, en offrant un mode d’interaction avec un ordinateur à base de mouvements, un périphérique d’interface humain-machine optimisant l’utilisation duclavier et de la souris.
  - 2009 -Université Concordia, Faculté de Génie et d'Informatique, CIISE-CSL - Relève étudiante Évaluation et Renforcement de la Sécurité des Logiciels Libres et Gratuits : Une Synergie entre l'Orienté Aspect et les Motifs de Sécurité Le projet réalisé par l’équipe de l’Université Concordia porte sur la conception et la réalisation d’une plateforme informatique pratique d’évaluation et de renforcement de la sécurité des logiciels libres et gratuits ;
  - 2008 -  Nathaniel Audet, Vincent Chartrand, Francis Gauthier-Fredette, Maxime Grégoire, Francis Lapierre, David Mailhot, Frédérick Martel-Lupien, Simon Poissant, David Therriault (étudiants de l’Université de Sherbrooke) pour le logiciel Vsmash qui permet l’exploration et la promotion de diverses façons de vivre des expériences muséales ;

- Catégorie « Coup de cœur »
  - 2013  - Benoit Duinat, Université Laval (en collaboration avec Département des sciences géomatiques de l'Université Laval) pour le projet :  Application mobile de simulation, dédiée aux infrastructures souterraine   - Afin de répondre aux besoins des professionnels de la construction et de la maintenance sur le terrain, le projet consistait en la réalisation d’une solution mobile de simulation située utilisant une méthode de réalité augmentée, basée sur support tablette tactile ou téléphone intelligent.

### Catégorie «Réussite commerciale»
Reconnaît une organisation ayant remporté un succès remarquable et mesurable dans la commercialisation d’un produit, d’un service ou d’une solution technologique sur le marché local, national ou international. 
Les gagnants des dernières années ont été :
- 2013  - InnVue pour le projet :  Solution ODYSSÉE . - InnVue offre une solution clé en main complète aux hôteliers. Ces solutions multiplateformes s’adaptent aux réalités présentes et futures du marché et proposent en temps réel, tant sur le téléviseur, le Web ou le mobile, toute l’information concernant l’hôtel, les attractions locales, les offres de services, les films sur demande, l’Internet sans-fil et encore bien plus. InnVue crée un facteur de différenciation majeur pour les hôteliers
- 2012  -   Komutel, pour le projet :  Solutions santé et sécurité publique. Komutel fournit des solutions logicielles en télécommunication. La réussite commerciale de l’entreprise repose sur la qualité de ses produits, l’innovation technologique, son réseau de partenaires et l’expertise de son équipe. Komutel se démarque autant sur le plan national qu'international.
- 2011 - SherWeb -  En 2006, elle entreprend un projet visant à la positionner parmi les chefs de file du logiciel-service. Elle vise à élargir son offre de services et à assurer la croissance de son chiffre d’affaires. Cinq ans plus tard, avec des produits d’hébergement tels Microsoft Exchange, SharePoint, Dynamics CRM et Hosted Blackberry, et des outils de gestion développés par ses ingénieurs et techniciens certifiés, SherWeb est devenue un leader mondial des services hébergés.
- 2010 -  Frima Studio – pour le projet : ‘’Attacher sa tuque en gardant la tête froide : la croissance chez Frima’’ Au fil des années, Frima a diversifié les services offerts à ses clients tout en gardant un focus sur ses deux niches originales : jeux pour joueurs occasionnels et surtout jeux en réseaux massivement multijoueur pour enfants.
- 2009 - Druide informatique pour son logiciel Antidote. La « famille » Antidote est une suite linguistique pour le français formée d’un correcteur avancé, de dictionnaires sophistiqués et de guides linguistiques intégrés ;
- 2008 -  LMSOFT - Web Creator est un logiciel universel de création de sites Web. Alliant puissance et facilité d’utilisation, il permet aux PME de créer elles-mêmes un site Web de qualité professionnelle et de le modifier ;

### Catégorie «Solutions d’affaires— Développement à l'interne ou sur mesure»
Reconnaît une réalisation qui exploite particulièrement bien le potentiel des TI, dans le but de soutenir le fonctionnement d'une organisation. Il doit s'agir d'une solution développée à l'interne de l'entreprise ou sur mesure avec la collaboration d'un partenaire, par opposition aux solutions achetées de type progiciels. Cette solution ne doit pas être basée sur des logiciels libres.
Les gagnants des dernières années ont été :
- Catégorie « Solutions d’affaires – Développement à l’interne 1000 employés et moins »
  - 2014 - La Garantie Qualité Habitation en collaboration avec Alogient pour le projet : La Source - La Source est l’application qui supporte l’ensemble des opérations de la Garantie Qualité Habitation, de la création des unités d’habitation à la gestion du processus de facturation. L’automatisation de ses processus est un gain de productivité important.
  - 2013  - Axon Intégration et Développement pour le projet :  xTester : l'orchestrateur multiplateforme de tests automatisés  - Les tests constituent la pierre angulaire du développement logiciel de qualité, mais cela ne va pas sans effort. AXON a créé l’application xTester afin de répondre à un besoin pressant exprimé par les développeurs de pouvoir orchestrer l’automatisation des tests faits sur les nouveaux logiciels.
  - 2012  -  Agence métropolitaine de transport, pour le projet :  Chronos, un système d'aide à l'exploitation et à l’information aux voyageurs. Le projet Chronos permet un suivi précis de l’adhérence à l’horaire des trains. Il réduit le délai de diffusion de l’information de 40 % et permet maintenant une diffusion simultanée via des messages texte, panneaux d’information, site Internet, site mobile et diffusion vocale.
  - 2010 -  L'Unique assurances générales pour le projet : ‘’Refonte du système de gestion des polices (lignes personnelles)’’ - L’Unique assurances générales entreprenait, en 2005, la refonte des systèmes de souscription des polices auto et habitations. Pour une compagnie d’assurances, il s’agit là du cœur des systèmes d’informations par lesquels transitent quelque 80 % de son chiffre d’affaires.
  - 2009 - Laboratoire du sommeil Biron Portail des Professionnels Le Portail des Professionnels du Laboratoire du sommeil Biron vise à gérer les flux de travail des intervenants internes et externes, à sécuriser les données-patient et à gérer la documentation lors des opérations de diagnostic des troubles du sommeil ;
  - 2008 -  Chambre immobilière du Grand Montréal.  Le Système MLS CentrisT  réunit en une seule base de données sectorielle l’information recueillie auprès des 14000 agents membres des chambres immobilières québécoises qui travaillent dans plus de 1 000 entreprises ;

- Catégorie « Solutions d’affaires – Développement à l’interne 1000 employés et plus »
  - 2014 - Armatures Bois-Francs en collaboration avec Nmédia Solutions pour le projet : Excalibur - La solution Excalibur permet à Armatures Bois-Francs de simplifier et d’augmenter sa participation aux appels d’offres tout en accélérant l’estimation des projets. Développée par Nmédia Solutions, cette solution est  évolutive, simple et efficace.
  - 2013  - École de technologie supérieure pour le projet :  eBourses : pour une gestion optimale du programme de bourses d’études  - Lancé en septembre 2012, eBourses facilite l’ensemble du processus annuel d’attribution de bourses en gérant, de façon centralisée et informatisée, l’affichage des bourses, la mise en candidature des étudiants, la transmission des dossiers aux entreprises donatrices et la sélection des boursiers.
  - 2012  -  Société des alcools du Québec, pour le projet :  Automatisation de l'application de la convention collective. Baptisé SIGMA, ce projet a permis d’automatiser la création des horaires de travail en respectant la convention collective des quelque 5 400 employés des succursales de la SAQ.  Le système a amélioré le climat des relations et généré des économies huit fois supérieures à l’investissement.
  - 2011 - Vidéotron  pour projet : 	illico  Web - Face à la prolifération de canaux de diffusion et aux changements dans les habitudes de consommation de contenus des Québécois, Vidéotron a introduit un service de télévision sur le Web, un prolongement de l’offre illico par câble. Ce projet innove puisqu’il est le portail d'un télécommunicateur proposant le plus grand choix de contenu sur demande, tant en français qu’en anglais, ainsi que le plus de chaînes en direct. De plus, il permet aux consommateurs de programmer à distance leur enregistreur personnel.
  - 2010 -  Commission scolaire de Laval, Centre de recherche informatique de Montréal (CRIM) pour le projet : ‘’Automatisation du processus de création des horaires pour les écoles’’ – Le logiciel d'automatisation d'horaires adapté pour les écoles secondaires du Québec, le Solutionneur génère automatiquement plusieurs scénarios d’horaires pour les directions d’école et un tableau de bord pour les évaluer. Il augmente considérablement la qualité des horaires, réduit leur temps de production et diminue les coûts
  - 2009 - Groupe Promutuel Plan d'évolution Promutuel - Volet développement du nouveau système d'assurance de dommages Le Plan d’évolution Promutuel (PEP) s’avère une transformation en profondeur des processus d’affaires de Promutuel. Ce plan s’appuie sur le développement à l’interne d’une nouvelle application informatique en mode Web ;
  - 2008 -  Société des alcools du Québec - Service Conseil, au bout des doigts permet désormais aux employés à temps partiel de la SAQ, peu formés à la grande diversité des produits, d’accéder sans fil et en temps réel aux connaissances leur permettant de conseiller les clients, notamment sur les mariages de mets et vins ;

### Catégorie «Solutions d’affaires -Logiciels libres»
Reconnaît une réalisation qui exploite particulièrement bien le potentiel des TI dans le but de soutenir le fonctionnement d’une organisation. Il doit s’agir d’une solution basée sur les logiciels libres.
Les gagnants des dernières années ont été :
- Catégorie « Solutions d’affaires - Logiciels libres - 100 employés et moins» 
  - 2012  -   Le Groupe Nippour, pour le projet :  Moteur cartographique Web Geoctopus. :Le moteur cartographique Geoctopus est une application d’intelligence d’affaire Web qui permet d’optimiser la gestion du territoire et de diminuer les coûts de gestion.
- Catégorie « Solutions d’affaires - Logiciels libres - 100 employés et plus» 
  - 2014 - Métal Sartigan en collaboration avec Haute-Voltige Consultants pour le projet : Implantation OpenERP- Pour Métal Sartigan, l'implantation OpenERP signifiait un remaniement complet de l'organisation. Il a fallu préciser les stratégies corporatives, remplacer le système comptable, repenser les processus organisationnels, intégrer les technologies existantes et former soixante employés.

- - 2013  - Commission des transports du Québec (en collaboration avec CGI)pour le projet :  SIM : Système intégré de mission  - Pour pallier leur désuétude, la Commission a procédé à une refonte et une intégration complète de ses systèmes informatiques dans son nouveau Système intégré de mission (SIM), soutenant l’ensemble de ses processus d’affaires. La Commission a fait un choix stratégique audacieux en repositionnant ses outils de développement vers les logiciels libres.
  - 2012  -   Foncier Québec, Ministère des Ressources naturelles et de la Faune du Québec, (en collaboration avec Fujitsu, Keatext, Bell, Lambda et Multiforce) pour le projet :  Service en ligne de réquisition d'inscription du Registre foncier. Par son service en ligne d’inscription des transactions immobilières, Foncier Québec aide à protéger les droits de tous les propriétaires québécois. . Il constitue donc le premier processus juridico-administratif automatisé par l’Étaté
  - 2011 - Technologies SYS-TECH (en collaboration avec Imax des  Galeries de la Capitale) pour le projet : Système de billetterie cinéma TouchBox - SYS-TECH a conçu TouchBox, un système moderne de billetterie répondant aux besoins d’aujourd’hui des opérateurs de cinémas. Cette solution  utilise des technologies Web libres, modernes et sécuritaires et une architecture distribuée basée sur des services Web. TouchBox est composé d'un point de vente avec interface tactile, d'une interface Web d'administration du système, d'un site Web (et mobile) pour la vente de billets ainsi que d'une borne de validation des billets.
  - 2010 -  Ministère de la Sécurité publique pour le projet : ‘’Gestion des opérations de localisation et de cartographie (G.O.LOC)’’  En réalisant le G.O.LOC, le ministère rend disponible le plus complet regroupement d'informations géographiques au gouvernement du Québec et leur localisation sur le territoire québécois Le projet a vu le jour grâce au partenariat avec les producteurs d'information géographique.
  - 2009 - Plastik M.P. et Epsilon Technologies Adaptation et implantation d'OpenERP Plastik M.P. a mis en place une solution complète offrant l’information en temps réel, l’élimination de saisies redondantes, l’intégration des processus, la gestion d’inventaire et la diminution du temps de traitement des commandes ;
  - 2008 - Université de Sherbrooke - monPortail, le campus virtuel de l'Université de Sherbrooke est un environnement intranet global qui permet aux étudiants (jusqu’à 35 000) d’accéder à une foule d’information les concernant à l’aide d’un simple code d’identification personnel ;

### Catégorie «Solutions d’affaires -Progiciels»
Reconnaît une réalisation qui exploite particulièrement bien le potentiel des TI dans le but de soutenir le fonctionnement d’une organisation. Il doit s’agir d’une solution achetée par l’entreprise (solution de type progiciel tels qu'ERP, CRM, SCM, etc.), par opposition aux solutions développées à l’interne. Cette solution ne doit pas être basée sur des logiciels libres.
Les gagnants des dernières années ont été :
- 2014 - Groupe Dynamite pour le projet : - SPIN (Processus d’accélération par réseaux intégrés)  [7]- Le projet SPIN visait la mise en place d’un progiciel permettant au Groupe Dynamite de se positionner comme leader mondial dans l'industrie du détail, en répondant à ses besoins tant actuels et que futurs
- 2013  - Groupe Promutuel pour le projet :  OGS : Outil de gestion des sinistres Promutuel - Livraison 1  - La livraison 1 du projet d’Outil de gestion des sinistres (OGS) dote Promutuel d’un système puissant et efficace de gestion des sinistres en assurance automobile et habitation, depuis le premier appel de l’assuré jusqu’au règlement final, incluant la gestion de la relation avec les fournisseurs. La solution progicielle intégrée dans un projet Agile était l’outil ClaimCenter de la compagnie Guidewire.
- 2012  - Centre d'accès à l'information juridique, (en collaboration avec Coveo) pour le projet :JuriBistro UNIK. JuriBistro UNIK est un moteur de recherche inédit, spécialement conçu pour les 27 000 professionnels du droit au Québec. En rendant accessibles pour consultation plus d'un million de documents, il permet aux avocats et aux juges de trouver, en quelques clics, toute l'information pertinente et essentielle à la préparation de leurs dossiers.
- 2011 -  Institut National d'Optique  (INO) (en collaboration avec COVEO Solutions) pour le projet : 	COVEO, pierre angulaire de l'accès à l'information pour les chercheurs de l'INO - L’Institut National d’Optique veut assurer l’unicité de l’information, stimuler la culture de collaboration et de partage des connaissances et doter l'organisation d'une plateforme de recherche pouvant faire face à la croissance exponentielle des contenus. Coveo est un outil de recherche unifié qui permet de trouver la bonne information, en moins d'une seconde, dans tous les systèmes de l'organisation, sur des millions de documents. L'outil accroît la productivité des employés et permet une économie de temps variant de 30 minutes à 4 heures par semaine par employé.
- 2010 -  Sanimax pour le projet : ‘’B1"O" - Devenir UN Sanimax, Projet ERP’’ - Le projet B1 ERP vise à unifier et à transformer radicalement les fondations de Sanimax par l’implantation d’une solution ERP ainsi que de nombreuses solutions et technologies complémentaires.
- 2009 - Centre hospitalier de l'Université de Montréal (CHUM) et Centre universitaire de santé McGill (CUSM) Oacis Fruit de la collaboration entre le CHUM et le CHUS, Oacis est le système d’information clinique à la base du DMI, le dossier médical informatisé ;
- 2008 -  Prolam, Le Groupe Créatech, une société de Bell Canada pour  DynamicsTM NAV, un outil stratégique pour Prolam. Prolam a revu son système intégré de gestion des ressources. Facile à utiliser, le progiciel il  réduit le temps de formation en usine et de résolution des problèmes de qualité ;

### Catégorie «Les TI au service de la société»
Reconnaît tout produit ou service TI ayant un impact important sur la société ou ayant permis d’améliorer la qualité de vie, le mieux-être ou l’intégration d’individus à la société.
Les gagnants des dernières années ont été :
- Catégorie « Les technologies au service de le collectivité 250 employés et moins »
  - 2012  -  Infologique innovation, (en collaboration avec Chaire TSA de l'Université du Québec à Trois-Rivières & CRDITED MCQ-IU) pour le projet :  MARTi : mon assistant à la réalisation de tâche interactif. Grâce au projet Marti d’Infologique innovation, les personnes autistes et leurs proches peuvent aspirer à un quotidien plus enrichissant. Marti est une solution mobile complète qui assiste l’usager dans la réalisation de tâches autant à l’école qu’au travail et à la maison.
  - 2008 -  Zone Accès Public Sherbrooke  pour ZAP SHERBROOKE: INTERNET SANS FIL GRATUIT  a été mis sur pied par l'organisation ZAP Sherbrooke démocratise l'accès à Internet sans fil ;

- Catégorie « Les technologies au service de le collectivité 250 employés et plus »
  - 2013  - : Centre de réadaptation Lucie-Bruneau (en collaboration avec Génération Multimédia)pour le projet :  Répertoires de lieux de santé, de loisirs et de sports accessibles du CRLB Virtuel  - Initiés par le Centre de réadaptation Lucie-Bruneau, les répertoires de lieux de santé et de loisirs/sports accessibles du CRLB-Virtuel sont, sur son site Internet, des plateformes développées en conformité avec les normes d’accessibilité du Web à partir de données résultantes d’un projet de recherche.
  - 2012  -  Revenu Québec, (en collaboration avec Société Conseil Groupe LGS) pour le projet : Crédit d'impôt pour solidarité : les TI au service des québécois. Revenu Québec a conçu un système qui suit en temps réel les changements dans la situation des ménages, comme les naissances. Cette application ajuste automatiquement les versements mensuels, déposés directement dans leur compte bancaire.
  - 2011 - 	Ordinateurs pour les écoles du Québec (OPEQ)pour le projet : 	Des ordis pas ordinaires! - En juin 2009, la corporation OPEQ-Ordinateurs pour les écoles du Québec a élargi les critères d'éligibilité à son programme afin de permettre aux organismes sociaux, éducatifs et organisations sportives de bénéficier de ses équipements informatiques. Plus de 29 réseaux regroupant plus de 8 000 membres à travers le Québec ont été rejoints. 460 nouveaux organismes ont reçu plus de 3 600 ordinateurs. De plus, la revalorisation des équipements s’effectue dans des ateliers qui sont, pour la majorité, des entreprises d'insertion sociale.
  - 2010 -  Agence de l'efficacité énergétique pour le projet : ‘’Calculez votre bilan énergétique’’ -  L’outil Calculez votre bilan énergétique permet d’obtenir rapidement un bilan énergétique complet qui inclut une description de la répartition de la consommation d’énergie selon différentes applications de la vie courante : bâtiment, éclairage, appareils ménagers, appareils électroniques, activités extérieures et déplacements.
  - 2009 - Corporation Éducentre de Bois-de-Boulogne Academos pour inspirer la relève La nouvelle version du site Academos de la Corporation Éducentre de Bois-de-Boulogne concrétise le souhait du gouvernement du Québec d’offrir un service de cybermentorat à tous les élèves du deuxième cycle du secondaire et, du collégial ;
  - 2008 - SOGIQUE - Société de gestion informatique, Bell, Santé et Services sociaux Québec  pour la  Refonte Info-Santé et Info-Social : Accès privilégié à l'information pour tous les Québécois - 24/7 La refonte des services téléphoniques Info-Santé et Info social, qui allie TI, téléphonie et Web, donne un meilleur accès jour et nuit aux Québécois à de l’information sur la santé et leurs besoins psychosociaux grâce à un numéro unique « 8-1-1 » réunissant en réseau 15 points de service, 283 établissements et 1 200 professionnels de la santé ;

### Catégorie «Les TI  dans les secteurs culturel, éducatif ou médiatique»
Reconnaît l’utilisation remarquable des TI ou du multimédia dans une réalisation reliée à la création, la production, l’édition ou la diffusion provenant d’entreprises ou d’organisations des secteurs culturel, éducatif ou médiatique. 
Les gagnants des dernières années ont été :
- Catégorie «  Les TI  dans les secteurs culturel, éducatif ou médiatique 100 employés et moins »
  - 2011 - Société des arts technologiques [SAT] pour le projet : 	Briser la glace - téléprésence et réalité virtuelle - Briser la glace est une installation de téléprésence artistique qui, en février 2010, invitait les visiteurs de la Grande Bibliothèque de Montréal à se projeter au cœur de l’effervescence des Jeux olympiques de Vancouver. Elle a permis à plus de 2 700 Montréalais de se téléporter à Vancouver, par le biais du réseau de fibres optiques du RISQ et de CANARIE. Montréalais et Vancouvérois ont pu ainsi converser et s’amuser par le truchement des écrans tactiles des stations de téléprésence installées dans chacune des deux villes.

- Catégorie «  Les TI  dans les secteurs culturel, éducatif ou médiatique 100 employés et plus »
  - 2013  - SAGA (en collaboration avec LIBÉO)pour le projet :  6millionsdemorts.com   -  La campagne 6millionsdemorts.com est un concept innovant alliant film, jeu et message. Elle souhaite susciter une réflexion quant à la légitimité des pratiques de l'industrie du tabac. Elle s'adresse directement aux jeunes de 12 à 17 ans d'une façon encore jamais vue auparavant, à l'aide d'une plateforme Web interactive dans laquelle l'utilisateur est amené à interagir avec l'histoire (film) qui lui est proposée.
  - 2012  -    Société des arts technologiques, pour le projet : Satosphère – Labodôme.La Satosphère de la Société des arts technologiques est le premier espace immersif permanent dédié à la création artistique et à la simulation d’environnements virtuels. Le Labodôme et son équipe offrent un support technique et créatif aux artistes.
  - 2011 - Musée de la civilisation (en collaboration avec Idéeclic) pour projet : 	Place-Royale d'aujourd'hui à hier [8] - Le projet Place-Royale d’aujourd’hui à hier se distingue par son approche d’aborder l’histoire à partir de traces encore visibles d’événements qui se sont déroulés dans un lieu patrimonial. La combinaison des moyens technologiques employés pour susciter l’exploration et l’apprentissage en font un site Web innovateur, stimulant pour les jeunes et offrant aux visiteurs de Place-Royale une riche visite commentée autonome digne de l’importance de ce lieu dans l’histoire du Québec.
  - 2010 - De Marque - Association nationale des éditeurs de livres (ANEL) pour le projet : ‘’Plateforme de distribution de livres numériques’’ - La plateforme de distribution de livres numériques est une application destinée à permettre la commercialisation des livres en format numérique et leur lecture à partir de toutes les interfaces de lecture mobile (eReader, téléphones intelligents, iPad, etc.).
  - 2009 - TRAM MÉDIA MISSION GAIA L’objectif visé par le projet Mission Gaia était de sensibiliser les jeunes aux enjeux du développement durable. Mais, le défi était de concevoir un jeu ludo-éducatif qui resterait d’actualité pendant les 7 ans prévus pour son utilisation et capable d’accommoder un flux de 90 visiteurs à la fois
  - 2008 -  Société des arts technologiques (SAT) pour la Station de téléprésence 2.0 qui est un dispositif de vidéoconférence Web léger, mobile, simple à utiliser et abordable qui facilite la collaboration de groupes d’artistes des régions urbaines et éloignées pour créer, se former et obtenir du soutien technique à distance ;

### Catégorie «Transformation des processus organisationnels»
Reconnaît une réalisation qui, grâce à l’apport des TI, a permis à une organisation de renouveler de façon exceptionnelle ses processus organisationnels, tout en tenant compte des besoins des clients, des citoyens ou des entreprises. Il peut s’agir par exemple de l’implantation d’un système de gestion intégrée ERP, de services à la clientèle CRM, d’un intranet ou encore d’une méthodologie reconnue (notamment CMMI, ITIL ou ISO).
Les gagnants des dernières années ont été :
- Catégorie « Transformation des processus  organisationnels 1500 employés ou moins »
  - 2014 - Société GRICS pour le projet  Implantation des méthodes agiles - Pour générer davantage d’économies et de valeur pour les commissions scolaires, ses clients, la GRICS a transformé le travail de ses 140 développeurs en implantant les méthodes Agile-SCRUM. Élaborés grâce à la collaboration syndicat-employés-employeur, ses processus sont maintenant plus efficaces.
  - 2013  - Les Offices jeunesse internationaux du Québec (en collaboration avec Denis Bellerose services-conseils) pour le projet :   Atlas : harmonisation des processus de travail et implantation à un CRM  - En janvier 2010, LOJIQ débutait une démarche d’harmonisation de ses processus de travail afin de mettre en ligne un réel guichet unique de mobilité internationale jeunesse.  LOJIQ a mis en ligne son guichet unique le 30 janvier 2012.
  - 2011 - Commission de protection du territoire agricole du Québec pour le projet : 	Système Sphinx - traitement des dossiers d'intervention - La Commission de protection du territoire agricole du Québec (CPTAQ) a développé un nouveau système de mission, appelé Sphinx, qui incorpore le traitement du dossier, l’automatisation des travaux, la collecte des informations de même que la charge de travail des utilisateurs. La prestation électronique devant servir le citoyen, le système Sphinx constitue la pierre angulaire permettant de la lier aux opérations internes de la CPTAQ, de la réception des documents à la diffusion des documents résultants du traitement du dossier.
  - 2008 -  Société de gestion informatique SOGIQUE, Ministère de la Santé et des Services Sociaux (MSSS)  pour ‘’ Système d'information sur les mécanismes d'accès aux services spécialisés (SIMASS)’’ Pour améliorer l’accès aux services de santé, le ministère de la Santé et des Services sociaux s’est doté d’un système, développé par la SOGIQUE, permettant l’obtention de données sur la situation réelle des temps d’attente ;

- Catégorie « Transformation des processus  organisationnels 1501 employés et plus »
  - 2014 - Groupe Canam pour le projet : Gestion du dessin - environnement sans papier - L’adoption d’un environnement sans papier génère des bénéfices considérables, non seulement en termes de coûts, mais également au chapitre des communications en temps réel.
  - 2012  - Centre de services partagés du Québec, (en collaboration avec Ministère de la Santé et des Services sociaux du Québec, les ministères et organismes du gouvernement du Québec et R3D Conseil) pour le projet :Cadre de gestion des services de télécommunication selon ISO .Unique en Amérique, la réalisation d’un cadre de gestion intégré selon les normes internationales offre des services de télécommunication performants. Le tout grâce à une équipe impliquée avec des processus et des indicateurs alignés sur les objectifs d’affaires.
  - 2010 -  Ministère de l'Agriculture, des Pêcheries et de l'Alimentation pour le projet : ‘’HERMÈS, solution mobile pour l'inspection des aliments’’ - HERMÈS est une solution d’affaires de développement durable. Les inspecteurs du ministère peuvent désormais abandonner l’utilisation du papier et réaliser leur travail avec un ordinateur et une imprimante mobiles et « biosécuritaires ». Les inspecteurs ont accès en ligne à leurs formulaires et données de référence et peuvent générer automatiquement des rapports personnalisés
  - 2009 - Groupe Promutuel Plan d'évolution Promutuel - Volet transformation des processus organisationnels Le Plan d’évolution Promutuel (PEP) a mené à une transformation en profondeur des processus d’affaires de Promutuel ;
  - 2008 -  Ministère de l'Agriculture, des Pêcheries et de l'Alimentation du Québec  pour FLORA-TAXES, foncièrement plus simple! Il automatise le processus de production des comptes de taxes des exploitations agricoles par les municipalités, en y appliquant directement le crédit de taxes foncières agricoles consenti par le MAPAQ.

### Catégorie «Solutions mobiles»
Reconnaît une réalisation qui exploite particulièrement bien le potentiel des technologies dans la création d'une application ou d'une solution d'affaires fondée sur une plate-forme mobile. Il peut s'agir d'une application visant une clientèle professionnelle ou grand public qui est exploitée sur une plate-forme mobile, de type tablette ou téléphone intelligent, mettant à profit la  mobilité et/ou des fonctionnalités de géolocalisation, à l'exception des jeux.
Les gagnants des dernières années ont été :
- 2014 - Pomerleau Gaz Propane pour en collaboration avec Epsilia le projet :  Suite Transport et Logistique Grâce à la solution élaborée par Epsilia, les livreurs de Pomerleau Gaz propane sont connectés en temps réel avec le bureau. Leur coordonnateur aux livraisons peut ainsi adapter les livraisons aux besoins des clients et recevoir en direct les factures détaillées.
- 2013  - Stationnement de Montréal (en collaboration avec TC Media)pour le projet :  P$ Service mobile - Stationnement de Montréal a élaboré, en partenariat avec TC Média, l'application mobile P$ Service Mobile, destiné au paiement à distance d’une place de stationnement sur rue à Montréal. Ce service permet à l’usager de payer et de renouveler sa place de stationnement sur rue en quelques secondes, à partir d'un téléphone intelligent ou d'un ordinateur sans avoir à se déplacer à une borne de paiement.
- 2012  - Office National du Film du Canada, (en collaboration avec WhereCloud) pour le projet :  Films de l’ONF pour iPad . Téléchargée plus de 500 000 fois et nommée « Application de la semaine » par Apple, l’application Films de l’ONF pour iPad permet de visionner plus de 2 000 films gratuitement.